# Glenn O'Shea
Glenn O'Shea, född 14 juni 1989 i Swan Hill, Victoria, är en australisk cyklist som tog OS-silver i lagförföljelsen vid de olympiska cyklingstävlingarna 2012 i London. 